# Rai Movie
Rai Movie es un canal de televisión de películas italiano, propiedad de red de televisión estatal RAI y transmitido en televisión digital terrestre en Italia y en la plataforma satelital Tivù Sat.

## Historia
El canal se lanzó en 2003 como RaiSat Cinema World y volvió a identificarse en 2006 como RaiSat Cinema. El 31 de julio de 2009 el canal desaparecido de Sky y se unió a la nueva oferta gratis Tivù Sat. El 18 de mayo de 2010 fue reidentificado como Rai Movie. Se transmite principalmente películas italianas, entrevistas, bastidores y documentales.
Desde 2003 es el socio oficial de medios del Festival Internacional de Cine de Venecia y desde 2007 del Festival de Cine de Roma.
En abril de 2019, la RAI anunció que este canal, junto con Rai Premium, se cerrarán para crear un nuevo canal llamado Rai 6, con un objetivo femenino. Esto generó controversia y una petición en línea que rápidamente alcanzó las 120.000 firmas. Sin embargo, la fecha programada para el cierre es desconocida hasta el día de hoy.
El 26 de mayo de 2016 comenzó a emitir en alta definición (HD) en la plataforma de televisión por satélite Tivùsat.